# Рябошапка, Руслан Георгиевич
Руслан Георгиевич Рябошапка (укр. Руслан Георгійович Рябошапка; род. 14 октября 1976, Зеленогорское, Любашёвский район, Одесская область, УССР, СССР) — украинский юрист, политик, бывший генеральный прокурор Украины. 
Генеральный прокурор Украины с 29 августа 2019 по 5 марта 2020 года. Член СНБО с 31 мая 2019 по 5 марта 2020 года. Заместитель министра юстиции Украины с 19 марта 2014 по 29 августа 2019 года. Заместитель руководителя Офиса президента Украины Владимира Зеленского с 21 мая по 29 августа 2019 года. Член Национального агентства по вопросам предотвращения коррупции
29 августа 2019 года Руслан Рябошапка решением Верховной радой Украины IX созыва назначен на должность генерального прокурора Украины.
5 марта 2020 года Верховная рада Украины выразила недоверие генеральному прокурору Руслану Рябошапке, тем самым уволила его.

## Биография
Родился 14 октября 1976 года в посёлке городского типа Зеленогорское (Одесская область).
В 1998 году окончил частный Международный Соломонов университет.
С 1998 по 2001 год — главный консультант заместителя начальника управления законодательства о правосудии, охране правопорядка и обороне, заместитель директора Департамента законодательства о правосудии, уголовного и процессуального права и об административной ответственности Министерства юстиции, заместитель начальника отдела Государственного департамента Украины по вопросам исполнения наказаний.
В 2001—2002 годах — заместитель директора департамента законодательства о правосудии, уголовного и процессуального права и об административной ответственности Министерства юстиции Украины.
В 2002—2003 годах — директор Центра правовой реформы и законопроектных работ при Министерстве юстиции Украины.
С декабря 2003 по июнь 2010 года возглавлял департамент законодательства о правосудии, правоохранительной деятельности и антикоррупционной политики Министерства юстиции Украины. Глава делегации Украины на заседаниях пленарных съездов Группы государств Совета Европы против коррупции (GRECO).
21 июня 2010 года был назначен директором Бюро по вопросам антикоррупционной политики Секретариата кабинета министров Украины, однако в феврале 2011 года Бюро было ликвидировано.
С февраля 2011 по октябрь 2013 года — заместитель директора Департамента юридического обеспечения Секретариата кабинета министров Украины.
С октября 2013 по март 2014 года — руководитель Департамента анализа антикоррупционной политики в неправительственной организации «Transparency International Украина».
С 19 марта 2014 по 2019 год — заместитель министра юстиции Украины. Одновременно, в марте 2016 — июне 2017, — член Национального агентства по вопросам предотвращения коррупции.
На выборах президента Украины в 2019 году — советник кандидата в президенты Украины Владимира Зеленского.
21 мая 2019 года назначен заместителем руководителя Офиса президента Украины Владимира Зеленского. Член делегации Украины для участия в работе Группы государств Совета Европы против коррупции (GRECO).
Председатель Национального совета по вопросам антикоррупционной политики.
29 августа 2019 года Руслан Рябошапка решением Верховной рады Украины назначен на должность генерального прокурора Украины. На новом посту Рябошапка планирует провести реформу органов прокуратуры Украины, преобразование Генеральной прокуратуры в Офис Генерального прокурора Украины, переаттестацию сотрудников.
5 марта 2020 года Верховная рада Украины выразила недоверие генеральному прокурору Руслану Рябошапке, тем самым уволив его.
После начала российского вторжения уехал из Украины.